# 新罗大学
新羅大學(韩语：／ Silla Daehakgyo)是位於大韓民國釜山沙上區的私立綜合大學。本科生院由8個學院組成，研究生院由普通研究生院、教育學研究生院和特殊研究生院（社會福利研究生院和領導力研究生院）組成。由學校法人朴英學園運營，現任院長為金正錫。

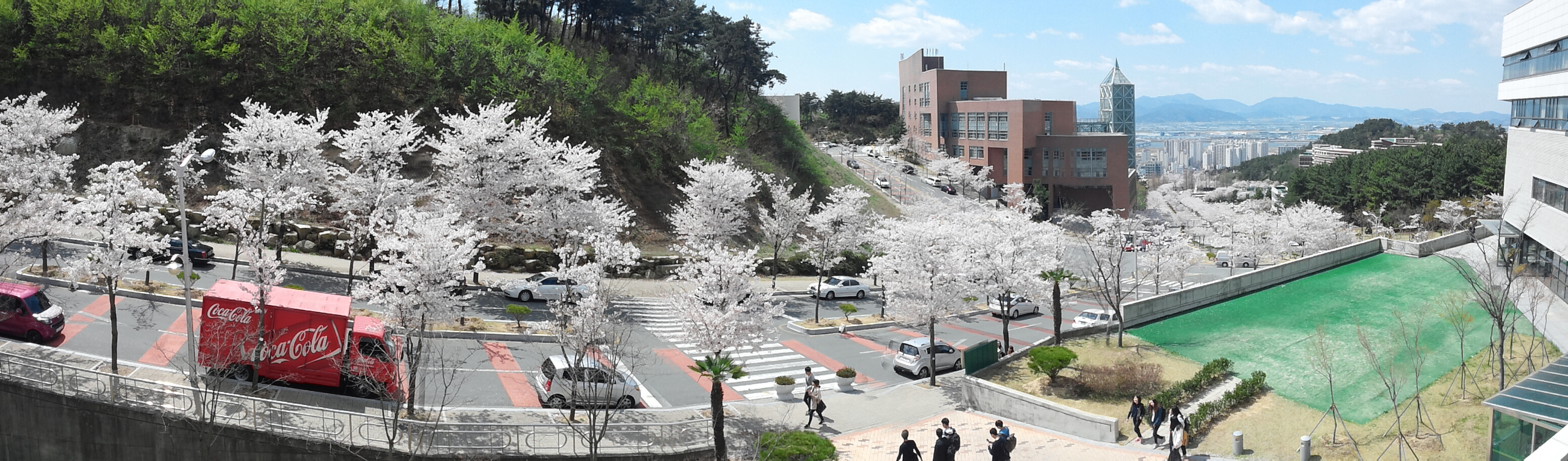

1964年開辦2年制釜山女子短期大學，1970年升格為4年制大學，1992年升格為綜合性大學。由於韓戰，它曾搬至中區光復洞（新昌洞2街），但後來搬到了延濟區延山洞（30,000坪），並於1994年將校區遷至Gwaebeop-沙上區洞（54萬坪）至今。
1. ↑  . m.blog.naver.com.   [2023-04-28]. （原始内容存档于2023-05-04） （韩语）.